# Ayda Field
Ayda Field, nata Ayda Sabahat Evecan (Los Angeles, 17 maggio 1979), è un'attrice televisiva statunitense.

## Biografia

### Primi anni
Nata da padre turco e madre statunitense, ha frequentato la Harvard-Westlake School, dove si è diplomata nel 1997, e la Duke University, dove ha ottenuto una laurea in Scienze Politiche ed Economiche Internazionali. Ha continuato a studiare legge alla Columbia University ma ha interrotto gli studi quando le è stata offerta una parte in una serie televisiva. Parla fluentemente turco e inglese, ma anche francese ed italiano. È la figlia della produttrice cinematografica Gwen Field.

### Carriera televisiva
Ayda Field è conosciuta per aver interpretato la soap opera della NBC Days of our Lives, ma si è successivamente specializzata in ruoli di commedia. Era una presenza fissa su Blue Collar TV, ha partecipato come guest star nella sitcom Eve ed è apparsa come Jeannie Whatley in Studio 60 on the Sunset Strip della NBC.
Ha anche lavorato per la compagnia Australiana Complete Ute and Van Hire per una piccola parte della sua vita. Nella sitcom della Fox, Back to You, Ayda ha interpretato Montana Diaz Herrera (a.k.a. Sally Lerner), la donna delle previsione del canale News 9.
È apparsa in dieci episodi della prima stagione ed è stata licenziata dal cast di News nell'episodio "The New Boss".
Field ha anche fatto parte del cast della sitcom di prova Make It Legal, come avvocato di nome Elise. ABC non ha però trasmesso la sitcom. Nel giugno 2008 è stata scelta come protagonista di una commedia di David Kohan e Max Mutchnick per la ABC, sostituendo Sarah Lafleur.

## Vita privata
Field è sposata con il cantautore inglese Robbie Williams. Sono fidanzati dal maggio 2006 e vivono insieme dal 2009. Nel novembre 2009 Williams si è dichiarato alla Field durante un'intervista in diretta sulla stazione radio australiana 2Day FM ma più tardi ha affermato che la proposta è stata uno scherzo e che non sono fidanzati ufficialmente. Successivamente è stato confermato che invece sono realmente fidanzati ufficialmente.
Field e Williams si sono sposati in casa Williams, Mulholland Estates a Beverly Hills, il 7 agosto 2010.
Il 18 settembre 2012 è nata la loro prima figlia, Theodora Rose Williams, chiamata affettuosamente Teddy. Il 27 ottobre 2014 è nato il loro secondo figlio, Charlton Valentine Williams. Il 6 settembre 2018 la famiglia si è ulteriormente allargata con l'arrivo di Colette (Coco) Josephine, nata ricorrendo ad una madre surrogata. Nel febbraio 2020, è arrivato Beau Benedict Enthoven Williams, nato sempre tramite la stessa madre surrogata.